# Кедровка (Кушвинський міський округ)
Кедро́вка (рос. Кедровка) — присілок у складі Кушвинського міського округу Свердловської області.
Населення — 25 осіб (2010, 103 у 2002).
Національний склад станом на 2002 рік: росіяни — 85 %.